# 王献良
王献良（1957年5月—2020年1月26日），湖北监利人，中華人民共和國地方官員，武汉市民族宗教事务委员会原主任、正局级领导。在2019冠状病毒病疫情暴发時感染嚴重急性呼吸道症候群冠狀病毒2型，1月26日因2019年冠状病毒病去世，是首位因此病去世的官员。

## 生平
王献良于1976年推荐进入湖北沙洋师范学校和武汉师范学院学习，毕业后先后在沙洋师范学校、荆州地区教育局工作，1988年调入湖北教育学院，先后担任继续教育中心副主任、主任、院长办公室主任，1999年担任武漢市民政局副局长。2011年11月调任武汉市民族宗教事务委员会党组书记
2012年2月29日，王献良被任命为武汉市民族宗教事务委员会主任。武汉市民族宗教事务委员会存在挥霍浪费公共财产、违规使用业务管理单位车辆等违反中央八项规定精神问题。2014年，王獻良挪用公款违规向武汉市民族宗教事务委员会官員发放津贴、购买手机。2016年1月，王献良因履行主体责任不力，受到党内严重警告处分。2016年9月22日，王献良被免去武汉市委统战部副部长（兼）、中共武汉市民宗委党组书记职务。2017年2月上旬，王献良再次因单位多次发生违反中央八项规定精神问题被武漢市纪委通報。2017年4月之后王献良不再擔任主任，但依然保留武汉市民族宗教事务委员会正局级领导身份。2019年，在中共展開不忘初心、牢记使命主題教育期間，王献良先後兼任武漢市委主题教育第四巡回指导组组长和武汉市委第二巡回指导组组长。
2020年1月26日18點00分，王献良因感染2019冠狀病毒病，在武汉市中心医院（北区）去世。